# Canterbury (Nuevo Hampshire)
Canterbury es un pueblo ubicado en el condado de Merrimack en el estado estadounidense de Nuevo Hampshire. En el Censo de 2010 tenía una población de 2.352 habitantes y una densidad poblacional de 20,45 personas por km².

## Geografía
Canterbury se encuentra ubicado en las coordenadas 43°21′9″N 71°32′2″O / 43.35250, -71.53389. Según la Oficina del Censo de los Estados Unidos, Canterbury tiene una superficie total de 114.99 km², de la cual 112.9 km² corresponden a tierra firme y (1.82%) 2.09 km² es agua.

## Demografía
Según el censo de 2010, había 2.352 personas residiendo en Canterbury. La densidad de población era de 20,45 hab./km². De los 2.352 habitantes, Canterbury estaba compuesto por el 97.53% blancos, el 0.51% eran afroamericanos, el 0.26% eran amerindios, el 0.34% eran asiáticos, el 0.09% eran isleños del Pacífico, el 0.3% eran de otras razas y el 0.98% pertenecían a dos o más razas. Del total de la población el 1.66% eran hispanos o latinos de cualquier raza.